# Андріївка (Мелітопольський район)
Андрі́ївка — село в Україні, у Якимівській селищній громаді Мелітопольського району Запорізької області. Населення становить 84 осіб. До 2017 орган місцевого самоврядування — Давидівська сільська рада.

## Історія
7 (20) листопада 1917 року, відповідно до Третього Універсалу Української Центральної Ради, увійшло до складу Української Народної Республіки.
12 червня 2020 року, відповідно до розпорядження Кабінету Міністрів України № 713-р «Про визначення адміністративних центрів та затвердження територій територіальних громад Запорізької області», увійшло до складу Якимівської селищної громади.
19 липня 2020 року, в результаті адміністративно-територіальної реформи та ліквідації Якимівського району, село увійшло до складу новоутвореного Мелітопольського району.
Село тимчасово окуповане російськими військами 24 лютого 2022 року.

## Географія
Село Андріївка розташоване на правому березі річки Великий Утлюк, на протилежному березі — село Давидівка.

## Населення
За даними перепису населення 2001 року, у селі мешкало 84 осіб. Мовний склад населення був таким:
| Мова       | Число ос. | Відсоток |
| ---------- | --------- | -------- |
| українська | 81        | 96,43    |
| російська  | 3         | 3,57     |

## Господарство
У селі діє фермерське підприємство «Танок» та товариство з обмеженою відповідальністю «Андріївське», які займаються вирощуванням зернових та технічних культур.